# Quasipenetretus
Quasipenetretus is een geslacht van kevers uit de familie van de loopkevers (Carabidae). De wetenschappelijke naam van het geslacht is voor het eerst geldig gepubliceerd in 2002 door Zamotajlov.

## Soorten
Het geslacht Quasipenetretus is monotypisch en omvat slechts de volgende soort:
- Quasipenetretus berezovskii (Kurnakov, 1963)